# Caminos del maíz
 Caminos del maíz es una película de Argentina dirigida por Miguel Mirra y Julia Vargas según el guion de Adolfo Colombres basado en su propia novela Viejo camino del maíz. La película se comenzó a rodar en noviembre de 1988 pero un incendio que afectó equipos y decorados obligó a postergar la filmación hasta julio de 1989, en que fue reanudada. Esta etapa configuró un proyecto diferente con el título de Después del último tren, si bien basado en la misma novela.

## Reparto
- Héctor Bidonde
- María Fiorentino
- Luis Sabatini …Matón